# القاموس الجغرافي للبلاد المصرية
«القاموس الجغرافي للبلاد المصرية من عهد قدماء المصريين إلى سنة 1945»، كتاب من الكتب القليلة التي تعنى بتدوين أسماء البلدان وتحقيق مواقعها، وتتبع تاريخها، وهو يأخذ مكانه إلى جانب نظائره الهامة التي لا تتكرر إلا في فترات متباعدة تحسب بالقرون أو على الأقل بعشرات السنين، مثل البلدان لليعقوبى (ت 280 هـ)، وياقوت الحموي (ت 626 هـ) والبيان والإعراب للمقريزى (ت 845هـ) والتحفة السنية لابن الجيعان(ت 885هـ) والخطط التوفيقية لعلي باشا مبارك (ت 1311هـ) ولذلك يعتبر هذا الكتاب صورة للعمران المصري في وقت معين تضاف إلى صور العمران المصري في أوقات سابقة، صورة تلخص صورًا سابقة أو تجلوها وتشرحها أو تكمل ما سبقها من صور، وهو وثيقة مهمة من وثائق وصف مصر في العصر الحديث سجلت أشكال العمران المصري من قرى قديمة وحديثة، مندرسة وباقية، صغيرة وكبيرة، وبلدان ومدن، هذه الوثيقة النفيسة ذات قيمة كبرى لدارس جغرافية مصر وتاريخها والمتبع لتطور عمرانها.

## المؤلف ومنهجه
محمد رمزي بك ولد في مدينة المنصورة يوم 17 من أكتوبر عام 1871.عمل في لجان ربط الضرائب عام 1905 ورقى إلى وكيل مفتش مالية بمراقبة الأموال المقررة، وظل يعمل في هذا المجال وتجول في مديريات جرجا وأسيوط والمنيا وبني سويف) ، حتى أحيل إلى المعاش عام 1931 وتوفى عام 1945.
وقد ظل في وظيفته بوزارة المالية ما يقرب من ثلاثين عاما، وتغلغل في القرى والنواحى منقبا محققا لما قرأ في تلك الكتب حتى عرف أصولها أو كاد، وصار الحجة الكبرى بين الإخصائيين في هذا الشأن، وعكف بعد بلوغه الستين على إظهار تلك التحقيقات في شكل كتب واستدراكات، وكان يحقق الأسماء الجغرافية على الخرائط ويزيد على جزازاته القديمة كل جديد.
وكان بحكم خبرته العملية ودرايته العلمية واطلاعه الواسع عضوا في المجلس الأعلى لحفظ الآثار العربية، وعضوا في اللجنة التنفيذية لإدارة حفظ الآثار، وعضوا في لجنة تسمية شوارع القاهرة، وعضوا في لجنة التقسيم الإدارى، وعضوا بمجلس حسبى مصر الاستئنافى. كان جغرافياً تاريخياً، وإن لم يتبوأ مركزا أكاديميا معينًا، وكان يسمى وظيفته «الوظيفة الصامته»، يحمل في حقيبته خطط تقي الدين المقريزي وخطط علي باشا مبارك، يسترشد بهما في تنقلاته في الريف لتحقيق تاريخ البلاد المصرية وأسماء مواقعها، وبذلك جمع بين الدراسة والبحث والتحقيق العلمي وبين الدراسة الحقلية، وبذلك أكسب دراساته مصداقية نادرة.
كما أنه أوغل في مؤلفات إميلينو وهنرى جويتيه وأبو صالح الأرمنى، وما كتبه الرحالة المسلمون وما سجلته كتب الجغرافيين المسلمين مثل المقدسى وابن رسته، المسالك والممالك لابن حوقل، والمسالك والممالك لابن خرداذبة، والمسالك والممالك لابن مصعب البكرى، واهتم بصفة خاصة بقوانين الدواوين لابن مماتى ومعجم البلدان لياقوت الحموى، وقرأ بعناية النجوم الزاهرة لابن تغرى بردى، وبدائع الزهور لابن إياس، وتاج العروس لمرتضى الزبيدى.
ويحتل كتاب التحفة السنية لابن الجيعان مكانا خاصا في مكتبة محمد رمزى الجغرافية التاريخية، فهو يقول عنه «وقد اتخذت كتاب ابن الجيعان أساسًا لأبحاثى ووثيقة رسمية بين ما ظهر قبله من الكتب التي من نوعه في السنين السابقة على سنة 883هـ التي توافق سنة 1477 وبين ما ظهر منها بعد هذا التاريخ، وبذلك أمكننى أن أعرف البلاد التي درست من الروك الحسامى، والبلاد التي استجدت في الروك الناصرى، ثم ما عرفته فيما بعد من دار المحفوظات بالقلعة والحجج بوزارة الأوقاف والمحاكم الشرعية، مما استجد وما اندثر من القرى المصرية في عهد كتاب التحفة إلى اليوم».
وكان دائم العمل في جزازاته التاريخية الجغرافية، يراجعها بإستمرار ويعدل فيها حتى استقرت على حال قرر معها أن يطبع هذا القاموس، ولكن آذنت شمس حياته بالغروب في فبراير سنة 1945 وترك هذه الثروة الكبيرة في شكل هذه الجزازات والتي بلغت نحو عشرة آلاف جزازة في القرى المندرسة والقديمة والحديثة جميعاً، وبعد وفاته قام صهره المهندس حسن فؤاد مدير المساحة المصرية الأسبق بتقديم هذه الجزازات مع مذكراته إلى دار الكتب والوثائق فتم طبعها خدمة للعلم وإحياء لفضل هذا العالم المصري الكبير.

## الكتاب
ينقسم الكتاب إلى قسمين:
- القسم الأول: عن البلاد المندرسة ويقع في «478 صفحة من القطع الكبير».
- القسم الثاني: عن البلاد الحالية ويقع في «أربعة أجزاء»، مضافا إليها مجلد يشتمل على فهرس عام لأسماء القرى والبلاد والمدن، ويتضمن نحو 14080 إسماً بينما كان عدد القرى والبلدان يزيد قليلاً على ألفى قرية في أي عصر من العصور.

القرية هي عماد العمران المصري كما أن الزراعة هي عماد الاقتصاد المصري، وقد نشأت القرية نتيجة نشأة الزراعة نفسها في حوض نهر النيل الأدنى ودلتاه وهي أحد المحاور الرئيسية التي يدور حولها الكتاب، ويرتبط بالقرية الحياض الزراعية، ومن ثم كان أحد محاور الكتاب الرئيسية هي مساحة الأرض وفك الزمام أو التأريع أو الروك، وكلها مصطلحات للعمل المساحى للأرض ويتصل بها وحدة القياس المستخدمة كالقصبة والفدان، أما المحور الثالث فهو نظام الحيازة، وأخيرا يأتى المحور الرابع وهو التقسيم الإداري للبلاد.
- وقامت القرى في العصور المتعاقبة على أسس قرى عصر ما قبل الأسرات في الأعم الأغلب، وتغيرت أسماء كثير من القرى أو حُرف أو انتقل إلى حوض زراعى في حالة اندثارها، وعندما دخل العرب مصر حشدوا جيشا عرمرمًا من المترجمين القبط واليونان، لحصر أسماء القرى المصرية.هذا الجيش أبقى على أسماء القرى بحالها أو حرفه قليلا ليصل إلى سمع العربي، أو ترجم بما قارب في اللفظ الكلمة العربية، وهذا على عكس ما فعله الإغريق عندما حكموا مصر (عصر البطالمة) فقد وضعوا لقراها ومدنها أسماء يونانية وإن كانوا أيضا ترجموا أسماء الآلهة بما يقابلها في اليونانية، ولحسن الحظ لم تنل هذه الأسماء اليونانية حظا من الشيوع لدى المصريين، وعاد المصريون بعد زوال الحكم البيزنطي إلى أسماء قراهم ومدنهم القديمة، وبذلك بقيت أسماء المدن المصرية وقراها المصرية حتى الفتح العربى.
- غير أن الحكم البطلمى أنشأ عددا من المدن والقرى اليونانية في الدلتا والصعيد، أشهرها العاصمة نفسها، الإسكندرية، كانت بمثابة مستعمرات يونانية، تسود فيها القوانين والأعراف اليونانية، وكان يحرم عند إنشائها إقامة المصريين فيها.

ويسبق أسماء بعض القرى كلمة «كفر» وهي كلمة سريانية تعني قرية، أما العرب فيسمونها «كورة»،
وقد شاع استعمال «ميت» وتعنى ميناء، وتطلق على القرى التي تطل على النهر أو الترع الكبيرة وبها مراسي للسفن، كما تعنى كلمة بولاق ميناء أيضا، كما شاع استخدام كلمة «نجع» أو نزلة بمنازل العربان، وذلك في العصر العثماني. ما كلمة «أبعادية» فقد استجدت في عصر محمد على، وكانت تطلق على الأراضى المستصلحة التي كان يقطعها محمد على لرجاله، وكانت تبعد عن مراكز العمران، وقد استبدل بها كلمة «عزبة»، أما ما يستجد من مظاهر العمران فتسمى منشأة أو منشاة أو منشية.
- كانت أرض مصر منذ الفتح العربي إلى عصر محمد على أرضا خراجية، أي ملكا صريحا لبيت المال أو السلطان أو الحكومة القائمة، وكان الملتزمون أو المقطعون (الذين تقطع لهم أراضى) يدفعون ما عليها من المال خراجًا سنويا، ما عدا الوقف والرزق والكروم والبساتين فكانت معفاة من الخراج نوعا ما، ولم يكن للملتزمين أو المقطعين حق الملك بأي حال من الأحوال،
- ولما تولى محمد على أبطل الإقطاع والالتزام سنة 1228 هـ – 1813م ووزع أرض كل ناحية على أهلها، وقيد أطيان كل ناحية بأسماء واضعي اليد عليها، لدفع الضريبة العقارية دون التملك أو التصرف فيها، وسميت هذه الأراضي بالأراضي البور لاستصلاحها، على أن يربط على المستصلح منها العشر من غلتها، وهذه سميت بالأراضي العشورية.
- وقد استمرت الأرض الخراجية ملكا صريحًا للدولة حتى أواخر عصر إسماعيل عندما أصدر قانون المقابلة 1288 هـ – 1871م عندها سمح لواضع اليد بالتملك بعد أن يدفع أموال الأراضي الخراجية والعشورية ست سنوات، وبذلك أجاز إسماعيل ما لم يكن جائزا منذ الفتح العربي.

## أقسام الكتاب
ينقسم الكتاب إلى قسمين:
الأول
| البلاد المندرسة | مثال مأخوذ من الجزء الخاص بالبلاد المندرسة |  |
| --- | --- |  |
| وهي التي ينحط حالها أو تتخرب أو تندرس تماماً ويهجرها أهلها إلى توابعها من عزب وكفور فيختفى إسمها أو مكانها أوتختفى تماماً إسماً ومعنى وتعفى آثارها كلية أو يبقى إسمها علماً على الحوض الزراعى الذي كان فيه جدارها أو على مجموعة من التوابع في زمانها. | - أنصنا: ورد في تاريخ مصر أنه كان يوجد في شرقي النيل بالصعيد بلدة قديمة تسمى Besa " بيسا " وفي سنة 130م أنشأ الامبراطور هدريان الرومانى ملك مصر بأرض بيسا قبرا لغلامه انطونيو (أنطونيوس) الذي غرق عندها في النيل ثم بنى أعيان بيسا مساكنهم حول حدائق هذا القبر، فعرفت المدينة من ذلك الوقت بإسم مدينة Antinoe تخليدا لذكراه، وبذلك اختفى اسم بيسا من عداد النواحى المصرية.ووردت في الخطط التوفيقية بإسم بيز، وقال إنها كانت موجودة قبل أنصنا ويقال لمدينة أنطنوية Ensene أو Ancina سماها العرب أنصنا وكانت قاعدة كورة أنصنا ويسميها القبط أنصله Ensene والعامة يقولون مدينة النصلة. ووردت في معجم البلدان بأنها مدينة أزلية على شرقي النيل من الصعيد بمصر، ووردت في التحفة ضمن النواحى المالية من أعمال الأشمونين. |  |

والقسم الثاني صدر بتطور التقسيم الإداري لمصر من عهد محمد علي حتى عام 1945.
وقسم هذا الجزء من الكتاب، أي الجزء الخاص بالبلاد الحالية إلى قسمين، البلاد القديمة والبلاد الحديثة وجعل الفيصل بينهما ما ورد في كتاب التحفة السنية لابن الجيعان (885 هـ). 
القسم الأول:
| البلاد القديمة                                                        | مثال مأخوذ من الجزء الخاص بالبلاد القديمة |
| --------------------------------------------------------------------- | --- |
| أى البلاد التي كانت موجودة حتى نهاية عصر المماليك سنة 922 هـ، 1517م . | - الدُّقيِّ : هي من القرى القديمة، وردت في التحفة باسم حوض الدقى من صفقة الزنار من الأعمال الخيرية، وفي تاج العروس: الدقى بضم الدال، قرية صغيرة على شاطئ النيل الغربي تجاه الفسطاط .وكان النيل يجرى تحت سكن هذه القرية، كما هو مبين على خريطة القاهرة الملحقة بكتاب وصف مصر. ورسمتها البعثة الفرنسية طبع سنة 1809 والآن قد تحول النيل عن هذه القرية بسبب الإصلاح الذي عمل في مجراه الحالى لتحويله من الغرب إلى الشرق سنة 1863 ، وبذلك أصبح مجراه يبعد عن سكن الدقى بمسافة كيلو متر واحد . |

القسم الثاني:
| البلاد الحديثة                                  | مثال مأخوذ من الجزء الخاص بالبلاد الحديثة |  |
| ----------------------------------------------- | --- |  |
| هي ما أنشئ بعد ذلك في عصر العثمانيين وما بعده . | - جزيرة الزمالك: وهي ناحية مالية ذات زمام صدر قرار في سنة 1937 بفصلها بزمام خاص من أراضي ناحية بولاق الدكرور. وذكر تقي الدين المقريزي في خططه (ص186 ج2) جزيرة أروى، وقال إنها تعرف بالجزيرة الوسطى لأنها واقعة بين بولاق وبر القاهرة وجزيرة الروضة وبر الجيزة. انحسر عنها الماء سنة 700هـ وبنى فيها الناس الدور الجليلة والأسواق والجامع والطاحون وصارت من احسن متنزهات القاهرة وهي مبينة على خريطة الحملة الفرنسية للقاهرة سنة 1800م بإسم جزيرة بولاق وتعرف اليوم بإسم الجزيرة الكبيرة أو جزيرة الزمالك وهي الآن من أحسن المواقع للسكنى، والقسم البحري منها يعرف بخط الزمالك، والزمالك كلمة تركية معناها العشش التي تقام للعسكر بدلا من الخيام . |  |

ويتضح من هذه الأمثلة كيف كان المؤلف يرجع لكتب التاريخ القديم وكتب الرحلات والمراجع المملوكية، وكيف يرجح رأياً على رأي، ويدلى برأيه الخاص المدعم بالأدلة والأسانيد .ويعد هذا الكتاب وثيقة تاريخية هامة من وثائق وصف مصر في العصر الحديث تحدد مرحلة من تاريخ مصر منذ عهد قدماء المصريين حتى نهاية عهد الملكية (1952 نهاية حكم أسرة محمد على).